# Kabala i Bog
Mnoge se diskusije vode o tome što je ili tko je Bog. Kabala pruža osebujan uvid u tu tematiku time što povezuje Boga sa svijetom i čovjekom uvodeći pojam emanacije kojom se Bog očituje u svijetu i u čovjeku. Bog je istovremeno transcendentan - beskrajan i nespoznatljiv, i imanentan - očitovan u bićima i spoznatljiv. Bog se očituje u čovjeku i, čovjek sebe nalazi u Bogu. Bog je stvorio svijet, ali čovjekova je dužnost nastaviti to stvaranje.

## PojamEn Sof
Bog u Kabali je kao najviša snaga(ZS) skriveni Bog; naziva se En Sof.  Bog je zbiljska snaga (ZS)  čovjeka, a čovjek je zbiljski lik (zl) Boga. En Sof je sinkretička i neočitovana cjelina svih uzroka Aitia-sklopa. Kada se iz En Sofa izdvoji aspekt zbiljskog djelovatelja (ZS), onda nastaje svijet Acilut; u njemu je dan potencijalni lik (m.l.) budućeg čovjeka – Adam Kadmon. Dr. David S. Ariel određuje En Sof kao "skriveni, beskrajni vid Boga (...) To ime se razumije kao osobno ime za skriveni vid Boga" ali to ime govori samo to da "Bog nije sličan ničemu što nam je poznato."

## Bog i svjetovi (olamot)
Bog nije puka predodžba našega uma iako se povijesno gledajući predodžba Boga mijenjala od jedne do druge kulture, pa se u skladu s tim mijenjao i naziv za Boga ili njegovo ime. To što u početku postoji kao nešto bezgranično i neizrecivo - u Kabali je to En Sof -  razvija se (odvija se, njem: entfalten; en: unfold) kroz svjetove do ovog fizičkog svijeta u kojemu se pokazuje u svojoj punini, ali – to se On pokazuje u tom svijetu, a ne sam svijet. Postoje četiri svijeta (arba olamot): Acilut, Beria, Jecira, Asija. 
| EN SOF       | Bog                                                                               | Čovjek                                          |
| ZS => Acilut | U svom vidu zbiljske snage: začetnik kreacije                                     | Adam Kadmon                                     |
| MS => Beria  | U vidu potencijalne snage: koji stvara ex nihilo, zapravo iz samog sebe           |                                                 |
| ML => Jecira | U svom vidu potencijalnih likova: koji u svom umu nalazi likove budućih stvorenja |                                                 |
| ZL => Asija  | U svom vidu zbiljskih likova: stvara ∞ mnogo konkretnih individualnih bića        | zemaljski čovjek (Adam rišon u knjizi Postanak) |

## Bog u ovom svijetu (olam haze)
Na koji je način Bog prisutan u ovom svijetu Asija?
Bog je stvorio čovjeka, i čovjek je slika Božja (celem) - na neki način replika Adam Kadmona u fizičkom (Asija) svijetu. Bog je u čovjeku, ili, čovjek je, na neki način, mjesto (ha'makom) obitavanja Boga. Kakvo mjesto i što sve podrazumijeva ta tvrdnja. Je li čovjek takvo biće koje može biti odvojeno od Boga, makar na kratko vrijeme, ili ne može ni na najkraće vrijeme? Ako je Bog stvoritelj svega, svih bića, onda je i stvoritelj ljudskog tijela. Ali, Bog sve stvara iz samog sebe, jer ako je On stvoritelj svega onda slijedi da prije Njega ništa nije postojalo, dakle Bog stvara iz samog sebe, pa slijedom toga On se nalazi u svojim stvorenjima. On je prisutan u njima i sva bića nisu ništa drugo do uprisutnjenje njega u nekom određenom dijelu prostora i vremena. Do tog uprisutnjenja dolazi emanacijom njegovih atributa; bića predstavljaju emanaciju onog najvišeg (u Kabali to zovemo En Sof) kroz četiri razine postojanja (četiri svijeta).
Dok je Bog prisutan u bićima dotle su ona adekvatna iskonskoj ideji začetoj u Božjem umu (ili: bezgraničnom umu En Sofa). Na primjer, možemo reći da dok je Bog prisutan u ljudskom tijelu dotle je ono zdravo. Poremećaj/bolest nastaje zbog onečišćenja puta od En Sofa do tijela, što znači da put postaje neprohodan za iskonsku namisao Božju. Neprohodan znači da zbog nereda u sebi onemogućuje potpun, slobodan i odgovarajući prolaz informacije od razine En Sofa do fizičke razine tijela u svijetu Asija.
Što čovjek može učiniti da put izvorne Božje namisli, od En Sofa do vlastitog tijela postane prohodan?
Odgovor na to pitanje treba potražiti u primjeni Kabale na održavanju zdravlja ljudskog tijela.

## Bog i čovjek - odAdam Kadmonado zemaljskog Adama
Bog se u judaizmu ne može, i ne smije, prikazivati ni u kojem obliku; za nj vrijedi naziv: En Sof - ono što je bez granica i, ono nespoznatljivo. To važi za Boga shvaćenog kao transcendentni, onostrani bitak. No, Bog se pojavljuje u tom smislu da emanira svoje atribute kao deset sefirota, i ta prva još uvijek onostrana konstelacija sefirota ima, u vizijama mistika, izgled čovjeka pa dobiva naziv Adam Kadmon, u prijevodu: prvotni, iskonski čovjek. Naravno, ne radi se ni o kakvom čovjeku u uobičajenom smislu te riječi; ime čovjeka dobiva tek po rasporedu sefirota koji kao da su smješteni na dijelove ljudskog tijela: Keter iznad glave; Hokma i Bina na mjestu velikog mozga; Hesed i Gevura na mjestu desne i lijeve ruke; Tiferet na mjestu grudiju; Necah i Hod na mjestu desne i lijeve noge; Jesod na mjestu spolnih organa, Malkut na mjestu ustiju. Daljnjom emanacijom Božjih atributa kroz svjetove apstraktni lik Adam Kadmona poprima sve izrazitije konkretne odlike:
U svijetu Acilut - odlike ljudske duhovnosti: duša Haja;
U svijetu Beria - odlike ljudske umnosti: duša Nešama;
U svijetu Jecira - odlike ljudske emocionalnosti: duša Ruah;
U svijetu Asija - odlike ljudske fiziologije i anatomije: duša Nefeš. 

## Kabala praksa uzdizanja k Bogu
Kako je Bog stvorio čovjeka spuštajući se kroz sve razine postojanja (četiri svijeta), tako se i čovjek treba uzdizati do Boga određenim praksama kroz sve razine svjetova, počam od ovog svijet Asija. To su prakse koje ne pripadaju samo Kabali, nego su opće prisutne u judaizmu. Te prakse su: Izvršavanje Božjih zapovjedi (micvot); Kontemplacija Božjih atributa - hitbonenut; Razgovor s Bogom - tefila (obično se prevodi kao "molitva" ali je zapravo neprevodiva; Potpuno priljubljivanje Bogu, doslovno: "priljepljivanje" Bogu - devekut.

### Božje zapovjedi (Micvot)
Božje zapovjedi, micvot, smještaju se na razinu Asija svijeta, jer se sastoje u nekom činjenju (hebr. asa: činiti) ili ne-činjenju. Međutim i same micvot možemo razmatrati na višim razinama – višim svjetovima (olamot) i višim razinama razumijevanja – Pardes. To je osobito prihvatljivo kad je riječ o tzv. „Deset Zapovjedi“ za koje je bolji prijevod „Deset besjeda“; Uzmimo tzv. prvu zapovjed, koja uopće nije zapovjed:
1„ Onda Bog izgovori ove riječi:
2 Ja sam Jahve, Bog tvoj, koji sam te izveo iz zemlje egipatske, iz kuće ropstva. Nemoj imati drugih bogova osim mene.“
Izgleda kao da nam sam tekst Biblije proturiječi, jer piše „Nemoj imati...“, dakle zapovijed; međutim sam tekst u izvorniku nije u imperativu, nego u futuru, dan kao Božje jamstvo čovjeku, dakle: „Ti nećeš imati drugih bogova osim mene.“
Ako bi se tekst micvot razmatrao na svim višim razinama, onda bi on gubio svoju doslovnu namjenu da bude zapovjed činjenja (ili zabrana neželjenog činjenja); on bi sve više zadobivao dimenziju viših stupnjeva kabalističke prakse uzdizanja k Bogu, pa izgleda kao da bi mogao i zamijeniti ih, nastupiti kao molitva, čitanje Tore, predanost Bogu. Zato predlažem da razmotrimo mjesto svakog člana prakse u sva četiri svijeta:
Svaku od zapovjedi možemo vršiti na sve četiri razine kao što biblijski tekst možemo tumačiti (davati mu smisao) na sve četiri razine u okviru Pardes. Dajemo tabelarni prikaz: 
| Razina olamot      |  | Način vršenja zapovjedi/micvot |
| Asija: duša nefeš  |  | mehaničko izvršavanje zapovjedi, zato što se to mora činiti |
| Jecira: duša ruah  |  | uživljavanje u sadržaj micvot, emocionalno pristajanje uz nju, ali često praćeno čuvstvenim, afektivnim kolebanjem: sad mi se da, sad mi se ne da to činiti.                           |
| Beria: duša nešama |  | razmišljanje o micvot, traženje racionalnih razloga za i protiv; uvažavanje civilizacijskog napretka, znanstvenih stavova, i sl, sve vezano uz intelekt                                |
| Acilut: duša haja  |  | kao rezultat uzdizanja duše do najvišeg smisla nastaje osnaženi smisao, koji određuje akciju u Asija svijetu, i tada je to prava akcija, zbiljsko (na najvišoj razini) vršenje micvot. |

No, osim obvezatnog pridržavanja Božjih zapovjedi – od kojih se danas mnoge i ne mogu obdržavati, na primjer one vezane uz hramske rituale -  čovjek kao slobodno biće djeluje u svijetu slušajući zapovjedi svog vlastitog uma. I, u tome je čovjekovo dostojanstvo, prema čuvenom filozofu I. Kantu. To djelovanje kada um određuje volju na djelovanje Kant zove moralno djelovanje – ono u skladu s vrlinama. Što su to i koje su vrline u Kabali?
Onako kako se Bog spušta kroz sefirote do ovog svijeta – to je proces Božjeg stvaranja – tako se čovjek (praktikant kabale: mekubal) treba uzdizati k Bogu. Na razini svijeta Beria to znači živjeti u vrlinama (lehagiv musari). Vrline su umni odgovor duše Nešama na snagosne događaje u svijetu Beria. One odgovaraju sadržaju očitovanja Božjih atributa na razini svijeta Beria; to je svijet stvaranja, a Bog stvara tako da iz sebe pro-izvodi snagu potrebnu za stvaranje budućih bića. Tako nastaje burna dinamika u vanjskom svijetu, na koju čovjek treba odgovoriti umnim oblikovanjem vlastitih snaga u sebi. Slijedi tabelarni pregled Božjih atributa očitovanih kroz sefirote i odgovarajućih im vrlina (prema Yitzchak Ginsburgh, koji ne kaže vrline, nego: unutarnje  iskustvo duha).                                                                                                          
| Božji atribut emanira u Sefira | Odgovarajuća vrlina                       |
| Božja uzvišenost => Keter:     | vjera (emuna),                            |
| Mudrost => Hokma:              | nesebičnost (bitul)                       |
| Intelekt => Bina:              | radost (simha)                            |
| Milosrđe => Hesed:,            | ljubav (ahava)                            |
| Moć, Sud => Gevura ili Din:    | strah Božji (jirah)                       |
| Ljepota => Tiferet:            | samilost (rahamim)                        |
| Pobjeda => Necah:              | povjerenje (bitahon)                      |
| Slava => Hod:                  | iskrenost(temimut) i ozbiljnost           |
| Temelj => Jesod:               | istina (emet) koja vodi k sebe-ispunjenju |
| Kraljevstvo => Malkut:         | poniznost (šiflut)                        |

### Hitbonenut
Što je to hitbonenut?
"MEDITACIJA (heb Hitbonenut), prvi se put pojavljuje u Kabbala literaturi od sredine XIII. stoljeća; odnosi se na produženu koncentraciju misli na nadzemaljska svjetla božjeg svijeta i na duhovne svjetove uopće.  Mnogi pak izvori s tim u vezi koriste izraze kavvanah ili devekut (prianjanje) misli uz određeni objekt, te na „kontemplaciju duha“. Kabalisti ne prave razliku između izraza meditacija i kontemplacija – razlikovanje od znatne važnosti u kršćanskoj mistici. Iz Kabbala očišta, kontemplacija je kako koncentrirano zaranjanje u dubine nekog posebnog predmeta u pokušaju da ga razumijemo u svim njegovim viidovima, tako i zaustavljanje mišljenja da bi se zastalo na predmetu. Ovo zaustavljanje i zaranjanje u duhovnoj kontemplaciji stoga ne služi ohrabrivanju kontemplirajućeg intelekta da se uzdiže na sve više razine, već prije svega da izvuče maksimum iz date situacije; tek nakon zadržavanja kroz duže vrijeme intelekt se uzdiže na viši korak. Onda je to kontemplacija uma čiji objekti nisu ni slike ni vizije, nego neosjetilne stvari poput riječi, imena, misli."
Kao praktični postupak hitbonenut se može odvijati na sljedeći način:
hitbonenut kroz tri stupnja:
1.       proces fokusiranja svijesti na određeni predmet – ne neki atribut duha, napr. nesebičnost (bitul);
2.       meditacija, kontinuirani tok svijesti nad predmetom fokusiranja, u našem primjeru na nesebičnost, ne-egocentriranost kao pretpostavku mudrosti
3.       kad se svijest potpuno sabere na dotični predmet i postane suobličena njemu; svijest postane ispražnjena od sebi svojsvenih sadržaja pa se suobliči naravi samog predmeta.
Spomenuta tri stupnja dovode do potpune zaokupljenosti predmetom, do potpunog prepuštanja predmetu tako da svijest postaje potpuno poistovjećena smislu samog predmeta.

### T'fila (תְפִלָה)
Paradigmatična praksa zbiljske vjere je molitva (hebr: t'fila ).
Praksa zbiljske vjere je otvorenost dinamičnom zbivanju najviše Snage, koja je neki Tko - Bog, i u suhodu s tom Snagom. Molitva se sastoji u obraćanju u vjeri toj najvišoj Snazi, u razgovoru s njom kao živućim subjektom (Tko-biti) - osobom (u eminentnom smislu). Ako je vjera (emuna) jedno prepuštanje i otvorenost događanju najviše Snage - moment pasivnog prihvaćanja i pomirenosti s onim što Snaga hoće, s njezinom voljom (racon), onda se molitva sastoji u nekom ulaženju u prostor Snage, jednom tihom približavanju, primicanju Snazi s namjerom da joj se nešto predloži; molitva je jednosmjerno podastiranje zahtjeva, molbe, sugestije vlastite volje u smislu "Bože, ja bih htio to-i-to ako je to u skladu s Tvojom voljom".
Ako je vjera prihvaćanje nagovora najviše Snage (Boga), onda se molitva sastoji u poniznom, u strahopoštovanju, predlaganju dogovora s najvišom Snagom: "Bože, molim te učini to-i-to, ali neka bude Tvoja volja". Molitva je zapravo prešutan dogovor s Bogom da mi učinimo onaj dio posla što ga Bog očekuje od nas (Post 2,7), a da On učini ono što je njegov dio posla u smislu one narodne izreke: "pomozi si i Bog će ti pomoći". Ako je Bog govor (Logos), onda je upravo sam govor onaj medij u kojem se s Bogom susrećemo kroz:
a) njegov nagovor
b) naš odgovor Bogu
c) razgovor s Bogom
Molitva kao raz-govor s Bogom, i kao i svaki govor može se odvijati na više razina duše. Smisao molitve kao raz-govora razmotrit ćemo u okviru pardes, naime čovjek može moliti na razini:
nefeš duše i tome će odgovarati pešat razina smisla;
ruah duše i tome će odgovarati remez razina smisla;
nešama duše i tome će odgovarati deraš razina smisla;
haja duše i tome će odgovarati sod razina smisla.
Neki u kabbali smještaju različite vrste molitve na različite razine svijeta, a time i duše, tako da:
u svijet Asija  smještaju molitvu:  birhot hašarah (jutarnji blagoslovi)
u svijet Jecira smještaju molitvu: Psalmi
u svijet Beria smještaju molitvu: Šema Jisrael
u svijet Acilut smještaju molitvu: Amida (šmone esre).

### Devekut
Devekut je potpuna predanost Bogu i prianjanje uz njega. To je jedno priljubljivanje uz Boga, sjedinjavanje s Njim u ljubavi, u prostoru Or En Sof.

## Vanjske poveznice
- https://www.jewishvirtuallibrary.org/
- https://www.chabad.org/search/keyword_cdo/kid/2533/oq/kabbalah/jewish/Kabbalah.htm
- http://www.newkabbalah.com/index3.html  Arhivirana inačica izvorne stranice od 21. listopada 2015. (Wayback Machine)
- http://www.psyche.com/psyche/suares/cipher_intro.html